# Флейшер, Эзра
Эзра Флейшер (7 августа 1928, Тимишоара — 25 июля 2006, Иерусалим) — израильский филолог, знаток пиютов и молитв, поэт, был в узником Сиона в Румынии под именем Й. Гола (что на идиш означает: еврей диаспоры) и переводчик с иврита, профессор литературы на иврите в Еврейском университете в Иерусалиме, член Израильской национальной академии наук, лауреат премии Бялика за мудрость Израиля (1956 г.), премии Ротшильда за иудаистические исследования, премии Кугеля за мудрость Израиля (1958 г.) и Премия Израиля в области изящной литературы (1969)
Флейшер родился в Тимишоаре, Румыния, вторым из трех детей Иегуды Лейба, Леопольда Флейшера (1886—1955), основателя и директора еврейской начальной школы в Тимишоаре, и учителя иврита в еврейской средней школе. Отец, уроженец Венгрии, позже изучал пиютим и иудаику, и его вклад в изучение писаний Авраама ибн Эзры особенно важен.
После Второй мировой войны Эзра Флейшер был активным участником движения Бней Акива в Румынии. За свою сионистскую деятельность он был арестован и предан суду в Бухаресте. Находясь в тюрьме, он написал стихотворение «Бремя Гога» об ужасах коммунистического режима, в котором он предвидел крах режима. Стихотворение было ввезено контрабандой в Израиль и опубликовано под псевдонимом «Й. Гола» (что на идиш означает «евреи Голы»). За это стихотворение он заочно и анонимно получил премию Израиля в области изящной литературы в 1959 году. Находясь в Румынии, он опубликовал другие сборники стихов, все под псевдонимами. После освобождения из тюрьмы он был редактором Журнала Федерация еврейских общин Румынии. Описывает голод и страдания, стремление заглянуть во внешний мир и ожидание, которое его держит, «у них больше нет никакой надежды».
В 1960 году он иммигрировал в Израиль и занялся изучением пиютов. Учился у Хаима Ширмана. В 1964 году он получил степень магистра гуманитарных наук, а в 1969 году он получил докторскую степень в Еврейском университете в Иерусалиме. Его работа была посвящена поэзии поэта X века Йосефа ибн Авитура.
В 1962 году он был назначен преподавателем Еврейского университета, в 1969 году он стал старшим преподавателем, а с 1975 года — профессором кафедры литературы на иврите в Еврейском университете в Иерусалиме. В 1967 году он основал Генизскую школу поэзии и поэтических исследований, основанную Израильской национальной академией наук, где он отсортировал и исследовал тысячи поэтических произведений из Каирской Генизы. В 1984 году он был избран членом Израильской национальной академии наук. Он написал множество книг и статей по средневековой еврейской поэзии и израильской молитве.
Премия Ротшильда в области иудаики, Премия Герцля по литературе Ассоциации венгерских экспатриантов (1971 г.) и Премия Кугеля за мудрость Израиля муниципалитета Холона (5768 г. по еврейскому летоисчислению).
Он получил почетную докторскую степень в Еврейском юнион-колледже в 1990 году. Он опубликовал в научных изданиях произведения других поэтов, в том числе Шломо ха-Бавли, анонимного поэта, известного как Аноним, Саида бен Бабашада, раввина Иегуду Галеви и других. Его книга «Еврейская священная поэзия в средние века» (1975) представляет собой исчерпывающее и ясное введение в мир пиютов в формате, также доступном для широкой публики. Институт Бена Цви опубликовал книгу статей в его честь в 1995 году.
Он считал, что во времена Второго Храма для иудаизма не было обязательной регулярной молитвы, и именно раббан Гамлиэль Дибна возобновил это выдающееся нововведение, которое так сильно повлияло на формирование жизни еврейского народа по сей день. Флейшер опубликовал серию статей в журнале Tarbiz.
Эзра Флейшер овдовел за год до своей смерти. Умер в Иерусалиме в 2006 году в возрасте 78 лет. У него остались сын и дочь.